# Барсуки (посёлок, городской округ город Тула)
Барсуки́ — посёлок (в 1950—2005 годы — посёлок городского типа) в Тульской области России. 
В рамках организации местного самоуправления входит в городской округ город Тула, в рамках административно-территориального устройства является центром Барсуковского сельского округа Ленинского района Тульской области.

## География
Расположен к северо-западу от областного центра, города Тула. Находится между посёлком Ленинский к северу и деревней Барсуки к югу.

## Население
| 1959  | 1970  | 1979  | 1989  | 2002  | 2010  | 2014  |
| ----- | ----- | ----- | ----- | ----- | ----- | ----- |
| 3167  | ↗4351 | ↘4300 | ↗4461 | ↘3602 | ↘3269 | ↘3156 |
| 2021  |       |       |       |       |       |       |
| ↘3064 |       |       |       |       |       |       |

## История
В 1950 году Барсуки получили статус рабочего посёлка. В 2005 году пгт Барсуки был преобразован в сельский населённый пункт — посёлок. 
В рамках организации местного самоуправления с 2006 до 2014 гг. посёлок включался в городское поселение рабочий посёлок Ленинский Ленинского района.
После упразднения поселений муниципального района Барсуки стали центром Барсуковского сельского округа, в который помимо него также вошёл райцентр посёлок Ленинский (бывший пгт).